# Versammlung der Steuer- und Wirthschaftsreformer
Die Versammlung der Steuer- und Wirthschaftsreformer war ein 1876 gegründeter Zusammenschluss deutscher Landwirte, um die Interessen der Landwirtschaft in der Politik zu vertreten. Besonderer Fokus der Arbeit war, den deutschen Markt vor osteuropäischem und amerikanischem Getreide und den damit einhergehenden steigenden Agrarpreisen zu protegieren.
Die hinter der Versammlung stehende Vereinigung wird zu den Agrariern gezählt.

## Partei der „Steuer- und Wirtschaftsreformer“
Bereits im Februar 1876 war in Berlin die Partei Vereinigung der Steuer- und Wirtschaftsreformer konstituiert worden. Die Satzung ist unter und nachzulesen.
In den Ausschuss der Partei wurden 20 Personen gewählt. Dazu zählten:
- Udo zu Stolberg-Wernigerode
- Werner von der Schulenburg
- Julius von Treskow
- Eduard Freiherr von Ungern-Sternberg[5]
- Julius von Mirbach-Sorquitten (1879–1919 Vorsitzender)
- Franz Perrot

## Erste Versammlung
Nach der Parteigründung in Berlin fand am 25. September 1876 in Eisenach die erste Versammlung der Steuer- und Wirthschaftsreformer statt. Zur Urversammlung waren ca. 50 Teilnehmer nach Eisenach gekommen, welche auch aus Mitgliedern des Parteiausschusses bestanden. Die Hälfte aller Teilnehmer waren aus der Provinz Hessen und die übrigen aus „Thüringen, Provinz und Königreich Sachsen; kleinere Landwirte waren gar nicht vertreten.“
Gewählte Präsidenten:
- Hermann Ludloff (Sitzungsführer)
- Karl Ernst Freiherr von Thüngen (Mitglied des Parteiausschusses[3])

Gewählte Schriftführer:
- Martin Anton Niendorf (Mitglied des Parteiausschusses[3])
- Freiherr von Wurmb

Gewählte Beisitzer:
- Sontheim (Mitglied des Parteiausschusses[3])
- Otto Ludloff, Bruder von Hermann Ludloff

Erster Referent war Freiherr von Erffa-Wernburg (Mitglied des Parteiausschusses) mit dem Thema Über die Vertretung der Agrarierpartei durch die Presse. Es sollte ein Organ für die Partei geschaffen werden, welches nicht im „Solde der nationalliberalen Fortschrittspartei“ stehe. Daran anknüpfend stellte Herr von Stein-Rochberg den Thüringer Courier als mögliches Parteiorgan vor. Nach Antrag von Niendorf und Abstimmung wurde ein Gremium zur Organisation, bestehend aus von Stein-Rochberg, von Erffa-Wernburg und von Beust, der Thüringer Presse gewählt.
Anschließend vertrat der nächste Vortragende Franz Perrot (Mitglied des Parteiausschusses) aus Dresden folgende Thesen:
1. die Privilegien des beweglichen Kapitals im Steuerrecht sind zu beseitigen
2. die Gewerbeordnung muss verbessert werden
3. die liberale Partei anhand der bisherigen Politik nur die Interessen des Großkapitals vertritt.

Diese Haltung hätte einen Kulturkampf bedeutet, welcher die kleinen Landwirte von der Versammlung entfernt hätte. Perrot bekräftigte aber genau diese Absicht mit dem Hinweis bei Beibehaltung der Politik auf die damit einhergehende „Zertrümmerung des Christenthums“.
Letztendlich wurden die Thesen aber angenommen.

## Resonanz der Frankfurter Zeitung
Die Frankfurter Zeitung reagierte 1876 im scharfen Ton auf die Gründung der agrarischen Partei. Wohl anerkannte man manche wirtschaftliche Forderungen als berechtigt, erachtete aber die Gründung einer reinen agrarischen Partei als „Unding“. Diese würde durch die Zusammensetzung keine Bedenken an den hohen Militärlasten äußern.

## Politisches Wirken und Auseinandersetzungen
Schon aus dem Protokoll der ersten Versammlung der Vereinigung lässt sich das Selbstverständnis der teilnehmende Landwirte und die politische Sprengkraft herauslesen, welche die Partei über die nächsten Jahrzehnte auszeichnete. Die Vereinigung der Steuer- und Wirtschaftsreformer stand in Konkurrenz zum Kongreß deutscher Landwirte und dem Deutschen Bauernbund. Der Einfluss der Vereinigung auf den Reichstag ist vielfach belegt.
Um 1884 kam es zu Auseinandersetzungen mit der von Max Eyth initiierten Deutschen Landwirtschafts-Gesellschaft. Max Eyth notierte, es handele sich bei der Partei um den „radikalste[n] Zweig“ der Agrarier und schreibt weiter zornig von „reinblütigen Agrarier[n]“. Später traten immer wieder Differenzen zum deutschen Landwirtschaftsrat zutage.

## Versammlungen (Auswahl)
Einmal im Jahr, meist im Februar, fand in Berlin die General-Versammlung der Vereinigung statt.
Folgende Berichte sind beispielhaft genannt:
- 1893[16]
- 1898[17]
- 1903 mit folgenden Themen: neuer Zolltarif, Handelsverträge[18]
- 1904 mit folgenden Themen: Handwerksentwicklung, Vermögenssteuer Gesetzgebung, USA Einfluss in der Wirtschaft[18]
- 1907 mit folgenden Themen: Sanktionen gegen die SPD

## Weitere bekannte Beteiligte
- Otto von Manteuffel: von ca. 1897 bis 1903 Vereinsvorsitzender
- Bernhard Strödel: Mitglied
- Karl Wilmanns: Mitglied
- Hermann Kreth: 1921 und 1928 Vereinsvorsitzender
- Hans von Schwerin-Löwitz: Mitglied[19]
- Traugott Hermann von Arnim-Muskau: Mitglied (Vortrag auf der Generalversammlung 1894 zum Thema Die Reform der Produktenbörsen)[20]
- Arnold Woldemar von Frege-Weltzien: 1882–1914 erster stellvertretender Vorsitzender[20]
- Leo von Graß-Klanin: Mitglied[20]